# 南城街道 (永嘉县)
南城街道是中华人民共和国浙江省温州市永嘉县下辖的一个街道办事处。

## 行政区划
南城街道下辖以下村级行政区划单位：
城南社区、城西社区、下堡村、龙翔村、桥头村、西后村、西前村、前一村、前二村、前三村、郭山村、应山村、溪了头村、大了降村、中联村、中西村、中兴村、麻山村、仁堂村、外山村、李家村、栗一村、金平村、黄屿村、观前村、屿门村、东岸村、李浦村、观下村、芦塆村、东华村、新民村和金塘村。